# Di nixi
Nella religione romana i di nixi (o dii nixi) o anche Nixae, erano le divinità della nascita.
Erano raffigurate in posizione inginocchiata o accosciata,, una posizione per il parto in antichità più comune che nei tempi moderni.
Il grammatico del II secolo, Sesto Pompeo Festo, spiega che il loro nome deriva dal participio passato del verbo latino nitor, niti, nixus, "sostenersi" o "essere in travaglio"cioè "partorire".
Varrone (I secolo a.C.) dice che enixae era il termine per le donne in travaglio, preso dalle Nixae, che soprintendevano ai tipi di pratiche religiose pertinenti a coloro che davano la vita.
In alcune edizioni delle Metamorfosi di Ovidio, c'è una frase che è considerata un riferimento alla dea Lucina, o alla sua controparte collettiva, le Nixi.
Un gruppo statuario dei tre nixi o nixae in ginocchio era davanti al tempio di Minerva sul Campidoglio. Il gruppo era stato portato a Roma da Manio Acilio Glabrione tra le spoglie prese ad Antioco III dopo la Battaglia delle Termopili del 191 a.C.o forse dal sacco di Corinto del 146.
Nella iconografia della mitologia greca, la posa inginocchiata si trova anche nelle rappresentazioni di Leto, che partorisce Apollo e Artemide, e in quelle di Auge che partorisce Telefo, figlio di Eracle. 
Mentre l'antico medico-ginecologo Sorano d'Efeso disapprovava il parto sulle ginocchia come "doloroso e imbarazzante", lo raccomandava tuttavia per le donne obese e con lordosi, quelle cioè la cui curvatura concava della schiena in basso poteva inclinare l'utero fuori allineamento con il canale natale.

## Topografia e rituale
Essendo le guardiane della soglia della vita, Nixi, o Nixae, possono anche essere associate a una nuova vita nel senso di rinascita teologica o salvazione. 
Un altare dedicato alle Nixae, situato al Tarentum in Campo Marzio, era il sito del sacrificio annuale dell'October Equus. L'altare era forse sotterraneo, dato che era accanto a quelli del Dis Pater e di Proserpina.
Il Tarentum diede il nome ai giochi rituali che si svolgevano qui (ludi tarentini) che divennero in seguito i Ludi Saeculares.
Un'epigrafe molto lunga indica l'occasione di questi giochi sotto Augusto nel 17 a.C. e riporta un sacrificio notturno praticato per Ilithyis, Eileithyia (Ilizia), la interpretatio graeca delle Nixae come dee della nascita. Nella sua invocazione appare due volte la frase nuptae genibus nixae ("spose che partoriscono sulle ginocchia"). L'atteggiamento devoto o riverente espresso da genibus nixae o genu nixa, che può anche essere tradotto come "a ginocchia piegate", è una formula che ricorrente nei testi e nelle iscrizioni latine.

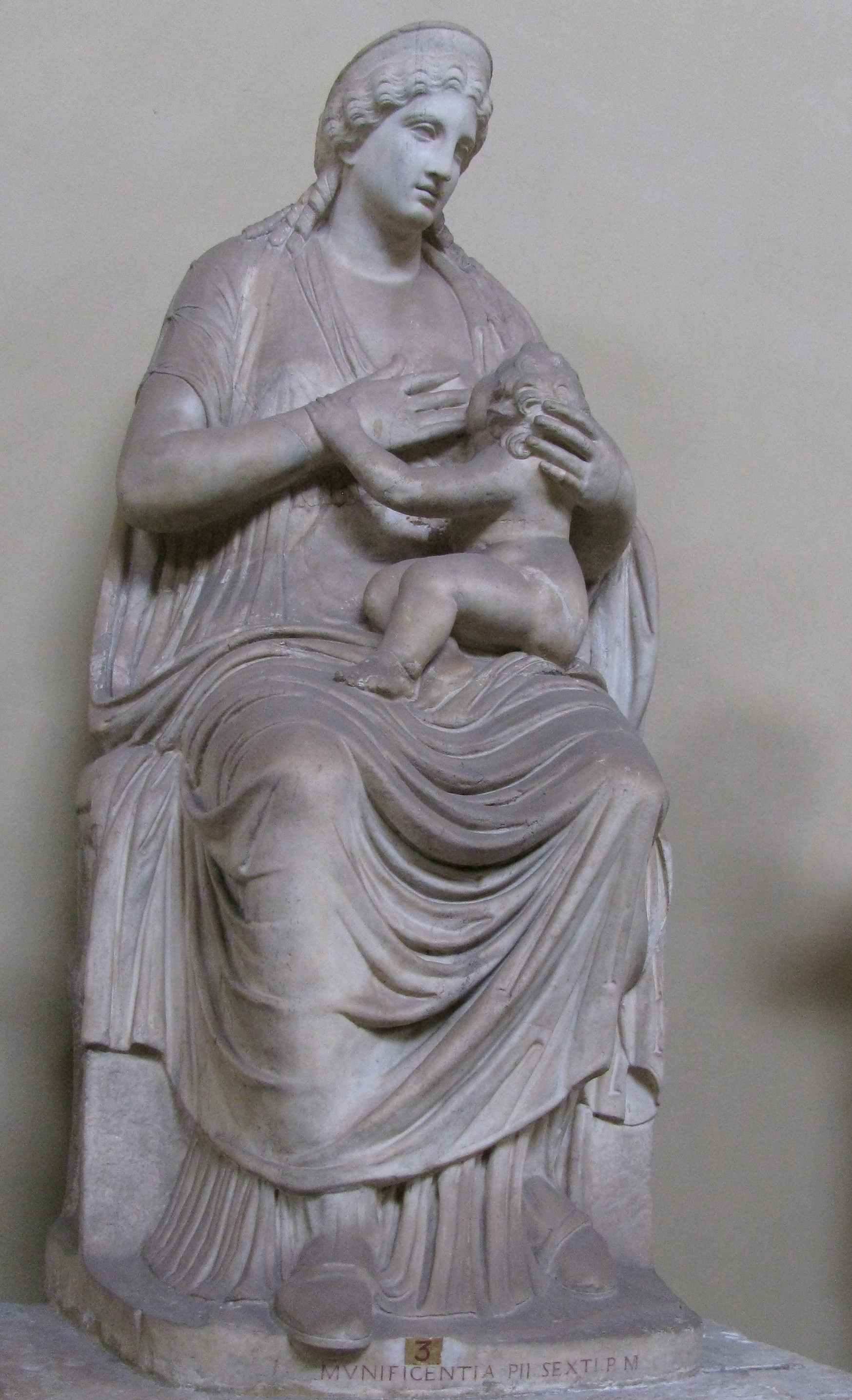
Iside romanizzata che allatta Harpocrates infante

Si è supposto che l'iconografia dell'inginocchiamento divenne associata alla nascita perché le donne richiesero l'aiuto divino per un qualcosa che nel mondo antico era spesso una situazione di pericolo di vita. Inginocchiarsi giocava anche un ruolo nei rituali iniziatici delle religioni misteriche, che offrivano una promessa di rinascita..
Le donne pregavano e partecipavano a banchetti sacri in occasione dei Ludi Saeculares, che erano caratterizzati da "pubblica e inusuale celebrazione di donne, fanciulli e famiglie in una festività romana". Il ruolo delle donne in questa occasione si accordava con l'enfasi augustea sulla famiglia, in quanto necessaria per la vitalità dello stato romano.
Robert E.A. Palmer ha meditato sul fatto che l'area dove era collocato l'altare delle Nixae (Piazza Navona) ha continuato ad avere un significato legato al parto anche nel moderno cristianesimo:
(Robert E.A. Palmer)